# Asaccus caudivolvulus
Asaccus caudivolvulus (листопалий гекон еміратський) — вид геконоподібних ящірок родини Phyllodactylidae. Ендемік Об'єднаних Арабських Еміратів.

## Таксономія
Молекулярно-генетичне і морфологічне дослідження 2016 року показало, що Asaccus caudivolvulus, який раніше вважався одним видом, насправді є комплексом видів, що включає три мікроендемічні види — власне Asaccus caudivolvulus, Asaccus gardneri і Asaccus margaritae, які почали диверсифікуватися в середньому міоцені. Найближчим родичем A. caudivolvulus є A. gardneri, з яким вони розділилися 4 мільйони років тому.

## Опис
Asaccus caudivolvulus є геконом середнього розміру, довжина якого (не враховуючи хвоста) становить 63,2 мм.

## Поширення й екологія
Еміратський листопалий гекон — єдиний ендемічний вид плазунів в ОАЕ. Він відомий лише з двох місцевостей, що лежать вузькій прибережній смузі на сході країни. Типова місцевість лежить поблизу Хор-Факкана в еміраті Шарджа, причому вид не спостерігався там з 1973 року. Всі останні спостереження еміратського листопалого гекона належать до другої місцевості, що за кілька кілометрів на північ від Шарма в еміраті Ель-Фуджайра. Загальна площа ареалу поширення цього виду становить 8 км², однак фактично набагато менша.
Еміратські листопалі гекони живуть серед скель і валунів на узбережжі Оманської затоки, на висоті до 20 м над рівнем моря. Ведуть нічний спосіб життя. Самиці відкладають одне яйце кілька разів на рік.

## Збереження
МСОП класифікує цей вид як такий, що перебуває на межі зникнення через обмежений ареал цього виду і знищення природного середовища.